# Ginés de Albareda
Ginés de Albareda Herrera (Caspe, 1908 – Madrid, 1986) è stato un poeta spagnolo.
Fu autore delle opere La madre borrada, Los hijos de ella, Romeros a Roma (1936), Romancero del mar Caribe (1943) e Triptico (1954).